# Мишаровка
Мишаровка (баш. Мишәр) — деревня в Бижбулякском районе Башкортостана, относится к Зириклинскому сельсовету. 

## Население
| 2002 | 2009 | 2010 |
| ---- | ---- | ---- |
| 2    | ↘0   | →0   |

Согласно переписи 2002 года, преобладающая национальность — русские (100 %).

## История
Название происходит от этнонима мишәр.

## Географическое положение
Расстояние до:
- районного центра (Бижбуляк): 14 км,
- центра сельсовета (Зириклы): 4 км,
- ближайшей ж/д станции (Приютово): 54 км.